# Euploea diocletianus
Euploea diocletianus är en fjärilsart som beskrevs av Fabricius 1793. Euploea diocletianus ingår i släktet Euploea och familjen praktfjärilar. Inga underarter finns listade i Catalogue of Life.